# Ayala (Morelos)
Ciudad Ayala is een plaats in de Mexicaanse staat Morelos. De plaats heeft 6.190 inwoners (census 2005) en is de hoofdplaats van de gemeente Ayala.
Ayala is vooral bekend vanwege Emiliano Zapata, die hier het Plan van Ayala uitbracht, en vanuit Ayala zijn troepen leidde. Zapata werd geboren in Anenecuilco en vermoord in Chinameca, beiden plaatsjes die onder de gemeente Ayala vallen.